# Kétdimenziós elektrongáz
A szilárdtestfizikában a kétdimenziós elektrongáz (rövidítéssel gyakran 2DEG) egy bizonyos félvezető eszközökben fellépő jelenség és az azt leíró modell neve. Lényege, hogy az elektronok a tér két irányában szabadon elmozdulhatnak, míg a harmadik irányban kvantumbezárás érvényesül, így sajátos elektromos transzportjellemzőkkel rendelkező réteg alakul ki az anyagban.
Az elektronok számára megengedett kvantumállapotok a bezárási irányban diszkrét energiaszintekre válnak el egymástól, mozgásuk pedig gyakorlatilag csak a kétdimenziós elektrongáz síkjában történik.
A kétdimenziós elektrongáz kialakulása több ma használt elektronikus eszköz alapvető eleme, így például MOSFET-ekben és HEMT-eszközökben is alkalmazzák. Az alapkutatásban jelenleg is élénk figyelem kíséri a grafénen és az átmenetifém-dikalkogenidekben kialakuló kétdimenziós elektrongázt, illetve ezek tudományos alkalmazási lehetőségeit.
Megfelelője elektronlyukak esetén a kétdimenziós elektronlyukgáz (angol rövidítéssel 2DHG).

## Fizikai jellemzése

### Kialakítása
A két dimenzióra korlátozódó vezető tartományok például a fém-oxid-félvezető (MOS), vagy félvezető-félvezető, illetve szigetelő-szigetelő heteroátmenetes szerkezetek jellemző elemei. Egy MOSFET tranzisztorban a félvezető-szigetelő határfelületen, vagy egy HEMT-eszközben a két félvezető határfelületén kétdimenziós elektrongáz alakulhat ki.
Mindkét fent említett eszközben akkor jöhet létre kétdimenziós elektrongáz, ha a határfelületen a termikus egyensúly beálltakor végbemenő sávelhajlások következtében a vezetési sávél a Fermi-szint alá kerül (lásd a lenti HEMT-ábrán a sárgával jelölt háromszögű tartományt). Ezen tartományban a vezetési sávnak megfelelő állapotsűrűség lenne érvényes, tehát a félvezető anyag ebben a csatornában vezető jellegűvé válik válna. Azonban a térbeli bezártság miatt kvantumbezárási jelenség is fellép, ezért a felületre merőlegesen csak energiában kvantált állapotok megengedettek.

### Elektronszerkezete
A kétdimenziós elektrongáz-tartományt jellemzően úgy modellezik, hogy a síkjába eső irányokban kiterjedt, arra merőlegesen pedig potenciálgödör-jellegű megoldásokat vesznek számításba.

## Példák 2DEG-ra

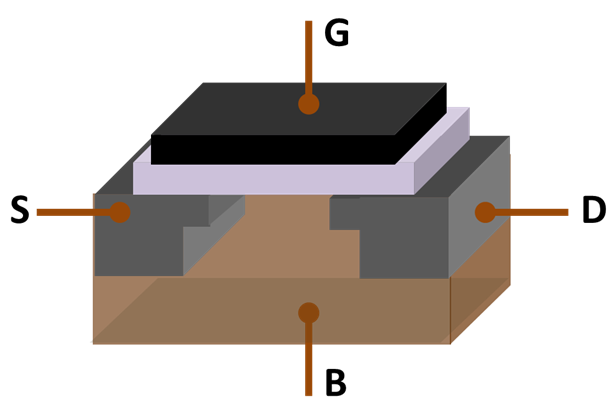
A MOSFET egy lehetséges kialakítása. A kétdimenziós elektrongáz az oxid alatt, a szigetelő-félvezető határfelületen alakulhat ki megfelelő kapufeszültség esetén

### MOS-tranzisztorok

HEMT-szerkezet, melyben a két félvezető tartomány között inverziós réteg alakul ki a sávelhajlás következtében. Az inverziós réteg kétdimenziós elektrongázként viselkedhet, ugyanis a Fermi-szint a vezetési sáv lehajló sávéle fölé került

A MOSFET a térvezérlésű tranzisztorok egy fajtája, amelyet fém-oxid-félvezető rétegszerkezetből alakítanak ki. Az eszközben a kapcsolási jelenséget úgy valósítják meg, hogy egy félvezetőben kapuelektróda téreffektusával sávelhajlást idéznek elő, melynek következtében a vezetési sáv alja elmozdul a Fermi-szinthez képest. Nyitóirányú előfeszítés esetén, ha a kapufeszültség meghaladja a küszöbfeszültséget, az eszköz félvezető-szigetelő határfelületének félvezető felé eső oldalán akkumulációs réteg, majd inverziós réteg alakul ki. Az inverzióba kerülő vezetési sávélen kétdimenziós elektrongáz alakul ki, ha a sávél a Fermi-szint alá ér.

### HEMT-eszközök
A nagy elektronmobilitású tranzisztor (angol rövidítéssel gyakran HEMT) heteroszerkezetből kialakított tranzisztor, mely két különböző félvezető határfelületi jelenségein alapul. A két félvezető lényegi különbsége azok sávszerkezetében van: a tiltott és megengedett sávok energiaszintje illetve a kilépési munka bennük eltérő. A közös határfelületükön a termikus egyensúly beálltakor ezért sávelhajlás jelentkezik. Ha olyan félvezetőket alakítanak ki, melyekben a sávelhajlás kellő mértékű, a felület egy tartományában inverziós réteg alakulhat ki, mely kétdimenziós elektrongázként viselkedhet.
Mivel a GaAs és az AlGaAs anyagok rácsállandója közel azonos, viszont tiltott sávjuk, kilépési munkájuk, és kémiai potenciáljuk különböző. Ezért ezen anyagok alkalmazása elterjedt a HEMT-eszközökben. A rácsillesztéssel, azaz epitaxiálisan egymásra növeszthető rétegek előnye, hogy a felület mentén kevés a hibahely, így kevés az elektronok mozgását akadályozó szórócentrum. A GaAs/AlGaAs heteroátmenet epitaxiális növesztéssel, például molekulasugaras epitaxiával alakítható ki.

### Nanoréteg-szerkezetek
A 2010-es évek sok újdonságot hoztak az atomi nanorétegek terén, melyek jellemzően egy- vagy néhány atomnyi vastagságú rétegek. Nevezetes példa a grafén, illetve egyes átmenetifém-dikalkogenid nanoszerkezetek, mint például a szendvicsszerkezetű molibdén-diszulfid atomi réteg. E szerkezetekben az elektron mindössze néhány atomnyi vastagságú tartományba szorul. Grafén esetén dópolással, vagy kapuelektróda téreffektusával létrehozható kétdimenziós elektrongáz, vagy elektronlyukak kétdimenziós gáza.

### Egyéb megvalósítások
A jelenség megfigyelésének egy korai példájában nem szilárdtest-határfelületen, hanem anyagtartomány külső felületén tapasztaltak kétdimenziós elektrongázt. Sommer 1964-es közleményében folyékony hélium felületén kialakuló állapotokon elmozdulni képes elektronokról számolt be. A folyékony héliumon kívül más szigetelő anyagok esetében is tapasztalták felületi állapotok megjelenése következtében kialakuló vezető felületi csatornák létrejöttét. Ilyen jelenség lép fel például a topologikus szigetelőkben is.
A HEMT-hez hasonló, de félvezetők helyett két szigetelőből kialakított heteroátmeneten is létrejöhet elektrongáz. A ZnO/ZnMgO határátmeneten akár dópolás nélkül, csupán a sávelhajlások miatt kialakulhat kétdimenziós vezető réteg, hasonlót figyeltek meg ezen kívül LaAlO3/SrTiO3 átmeneten és más anyagokban.

## Fordítás
Ez a szócikk részben vagy egészben  a   Two-dimensional electron gas című angol Wikipédia-szócikk ezen változatának fordításán alapul.  Az eredeti cikk szerkesztőit annak laptörténete sorolja fel. Ez a jelzés csupán a megfogalmazás eredetét és a szerzői jogokat jelzi, nem szolgál a cikkben szereplő információk forrásmegjelöléseként.

### Szakkönyvek
- Charles Kittel: Bevezetés a szilárdtest-fizikába. Budapest: Műszaki Könyvkiadó. 1981.
- Quantum Semiconductor Structures: Fundamentals and Applications. Academic Press (1991. március 17.). ISBN 0-12-742680-9
- The Physics of Low-dimensional Semiconductors: An Introduction. Cambridge University Press (1997. március 17.). ISBN 0-521-48148-1
- Sólyom Jenő: A modern szilárdtest-fizika alapjai II: Fémek, félvezetők, szupravezetők. Budapest: ELTE Eötvös Kiadó. 2010.  ISBN 9789633120286

### Tudományos közlemények
- Sommer, W. T. (1964. március 16.). „Liquid Helium as a Barrier to Electrons”. Physical Review Letters 12 (11), 271–273. o, Kiadó: Amerikai Fizikai Társaság. DOI:10.1103/physrevlett.12.271. ISSN 0031-9007.
- Kozuka et al., Y. (2011. július 25.). „Insulating phase of a two-dimensional electron gas in MgxZn1−xO/ZnO heterostructures belowν=13”. Physical Review B 84 (3), Kiadó: Amerikai Fizikai Társaság. DOI:10.1103/physrevb.84.033304. ISSN 1098-0121. (Hozzáférés: 2017. december 11.)
- Kaasbjerg et al., Kristen (2014. október 30.). „Hot-electron cooling by acoustic and optical phonons in monolayers ofMoS2and other transition-metal dichalcogenides”. Physical Review B 90 (16), Kiadó: Amerikai Fizikai Társaság. DOI:10.1103/physrevb.90.165436. ISSN 1098-0121. (Hozzáférés: 2017. december 11.)

### Tananyagok, ismeretterjesztő weblapok
- Nanoszerkezetek előállítási és vizsgálati technikái - Fizipedia (magyar nyelven). fizipedia.bme.hu. (Hozzáférés: 2017. december 10.)